# Partido Liberal Constitucionalista
Die Partido Liberal Constitucionalista (PLC) ist eine liberale Partei in Nicaragua. Sie wurde 1968 als Dissidentenpartei der Partido Liberal Nacionalista gegründet. Die Parteigeschichte gibt als Vorgängerorganisation das Movimiento Liberal Constitucionalista (MLC) von Ramiro Sacasa Guerrero (einem Arbeitsminister unter Anastasio Somoza García) an. Sie beteiligte sich an der Unión Nacional Opositora-Koalition, deren gemeinsame Präsidentschaftskandidatin der Wahl am 25. Februar 1990, Violeta Barrios de Chamorro. Bei der Präsidentschaftswahl 1996 hatte das Parteimitglied Arnoldo Alemán, ein Bündnis die Alianza Liberal organisiert.
Bei der Parlamentswahl am 4. November 2001 errang die Partido Liberal Constitucionalista 53,2 % der Stimmen und 47 der 90 Sitze in der Nationalversammlung.
Die PLC hatte von 2000 bis 2007 die Mehrheit in der Nationalversammlung. Als Mitglied der Partido Liberal Constitucionalista errang Enrique Bolaños Geyer 56,3 % der Stimmen bei der Präsidentschaftswahl 2001. Bis 2005 war die PLC Mitglied der Liberalen Internationale. Parteivorsitzender ist Jorge Castillo Quant.

## Alianza por la República
2004 unterstützte Enrique Bolaños Geyer Dissidenten der PLC und der Partido Conservador die Gründung der Alianza por la República.

## Alianza Liberal Nicaragüense
2006 gründete Eduardo Montealegre und weitere Dissidenten der PLC die Alianza Liberal Nicaragüense.

## El Pacto
Der Parteiehrenvorsitzende der PLC Arnoldo Alemán hat mit Daniel Ortega vereinbart, dass um zum Präsidenten der Republik Nicaragua gewählt zu sein 35 % der abgegebenen Stimmen ausreichen. Durch den Pacto von Arnoldo Alemán und Daniel Ortega sind die Mitglieder der Partido Liberal Constitucionalista in ein intransparentes Machtkalkül eingebunden.